# Alfred von Kremer
Alfred von Kremer (13. května 1828 Penzing, dnes součást Vídně – 27. prosince 1889 Döbling) byl rakousko-uherský, respektive předlitavský orientalista, diplomat a politik, v období let 1880–1881 ministr obchodu Předlitavska.

## Biografie
Vystudoval právo na Vídeňské univerzitě a orientální jazyky na Orientální akademii. Brzy po skončení studií absolvoval v letech 1849–1851 v rámci expedice akademie věd cestu do Sýrie a Egypta, kde sbíral staré písemnosti, přičemž objevil dílo starého arabského historika al-Waqidiho. Po návratu vyučoval lidovou arabštinu na vídeňské polytechnice a od roku 1852 působil v diplomatických službách. Byl konzulem v Alexandrii, Káhiře, Bejrútu i v Osmanské říši. Své zážitky a poznatky publikoval v četných knihách. Po návratu se stal vysokým úředníkem ministerstva zahraničních věcí a v letech 1876–1880 zastupoval Rakousko-Uhersko v mezinárodní komisi věřitelů Egypta.
26. června 1880 se stal ministrem obchodu Předlitavska ve vládě Eduarda Taaffeho. Ministrem byl do 14. ledna 1881. Za jeho působení došlo k spuštění příprav na vznik poštovní spořitelny a k zestátnění Dráhy císařovny Alžběty.
Po odchodu z vlády se plně věnoval akademické dráze. Byl předním odborníkem na orient, disponoval jazykovými i politickými znalostmi tohoto regionu. Publikoval knihy o kulturních dějinách islámu.